# Cartura
Cartura (Cartura in veneto) è un comune italiano di 4 555 abitanti della provincia di Padova in Veneto, situato a sud del capoluogo di provincia.

## Geografia fisica

### Clima
Cartura si trova all'interno della fascia del mesoclima della pianura ed è quindi interessata durante tutto l'anno da un clima parzialmente continentale. Presenta un clima moderatamente piovoso durante i mesi autunnali e primaverili, in cui si possono verificare perturbazioni anche molto intense di origine atlantica o mediterranea. Nei mesi estivi presenta elevata umidità e talvolta fenomeni temporaleschi, mentre, in inverno, si verifica un clima pressoché freddo e più secco rispetto alle altre stagioni.

## Storia
I primi insediamenti nel territorio dell'attuale comune di Cartura si fanno risalire ai Romani nel I secolo d.C., periodo in cui furono attuati i primi interventi di bonifica del territorio, allora paludoso e coperto di foreste. Il nome del paese è probabilmente legato al termine latino cartorian, la marca di materiale edile in terracotta inciso, testimoniato dal ritrovamento di un'antica manifattura di tegole e mattoni. Con la caduta dell'Impero romano d'Occidente sopraggiunse un periodo di decadenza e abbandono del territorio.
Un fatto che ebbe conseguenze indelebili per la storia di Cartura fu la campagna di conquista di Padova da parte di Cangrande della Scala. Nel 1324 cominciò con l’attuazione della sua strategia che prevedeva la distruzione dei territori circostanti Padova per affamare la città e impedire l’arrivo di approvvigionamenti. Cartura fu tra i territori maggiormente colpiti, con devastazione dei campi, incendi, uccisioni che ridussero drasticamente la popolazione. Questo comportò la perdita sia di terreno coltivabile, sia di manodopera che potesse lavorarci.
Nel 1388 la Repubblica di Venezia, a causa delle sue ostilità con i Carraresi, tornati ad essere signori di Padova nel 1337, conquistò Padova attaccando e distruggendo, ancora una volta, la campagna. Il dominio veneziano durò quattro secoli, dal XV secolo al XVIII secolo. Durante il loro dominio, i veneziani inizialmente si mostrarono noncuranti del destino delle popolazioni rurali. Tuttavia, dopo un secolo e mezzo di dominazione, Venezia stessa si rese conto che una discreta economia agricola poteva portare benefici anche in termini di difesa militare. Ebbe così iniziò un nuovo progetto di bonifica a Cartura a partire dal 1556 con la costruzione di un grande sistema di drenaggio artificiale che ancora oggi esiste sotto il nome di "Fossa Paltana". Ciò portò ad una situazione stazionaria alla fine del XVI secolo e XVII secolo. In questo periodo furono edificate le ville che si possono ancora ammirare lungo il canale Cagnola, che collega la terraferma con la laguna. Nel Seicento, fu costruito anche il palazzo, tuttora visibile di fronte alla chiesa di Santa Maria Assunta, che nel 1729 passerà alla famiglia Buzzaccarini.
Durante la fine del XVIII secolo e inizio del XIX secolo, il potere sul territorio fu spartito in diversi momenti dai francesi e dall'Impero austriaco. Nella primavera del 1797 i francesi conquistarono la regione accolti come liberatori dall’oppressione veneziana, ma costrinsero la popolazione a seguire alcune misure, in nome della libertà, che comprendevano il pagamento di pesanti tasse e requisizioni. Il 17 ottobre 1797, però, con il trattato di Campoformio il Veneto fu consegnato agli austriaci, con grande sdegno degli intellettuali, tra cui Ugo Foscolo, che traspose questo tradimento nell'opera Le ultime lettere di Jacopo Ortis, ambientata nel vicino territorio dei Colli Euganei. Il dominio austriaco durò otto anni, ma si rivelò positivo per l'economia povera del territorio. Uno degli aspetti positivi fu la nuova vicinanza politica con la Lombardia che permise al Veneto di uscire dall'isolamento economico; in secondo luogo, il piano austriaco di ripresa economica e di ristrutturazione amministrativa. Questo piano fu fermato dalla nuova conquista della regione da parte dell'impero napoleonico. Il periodo di dominazione napoleonica, che andò dal 1805 al 1813, fu caratterizzato da arruolamento obbligatorio, tassazione ed espropriazione delle terre, lasciando la popolazione ancora una volta in condizioni di povertà. Infine, con il Congresso di Vienna del 1814, la regione tornò all'impero austriaco, fatto che segnò la ripresa economica della zona. A Cartura, in particolare, l'allevamento dei bachi da seta portò grandi benefici, soprattutto grazie al commercio con la Lombardia, dove esistevano industrie tessili che avevano bisogno del materiale. Dopo le pestilenze del Cinque-Seicento e l'invasione napoleonica, il territorio visse dunque un periodo positivo grazie agli interventi di miglioramento nei settori dell'agricoltura, dell'istruzione e della sanità attuati durante il dominio asburgico.
Dopo l'unità d'Italia il comune di Cartura attraversò un periodo di grande difficoltà economica che terminò dopo la fine del secondo conflitto mondiale. Il dominio austriaco si concluse infatti con l'ingresso del Veneto nel Regno d'Italia nel 1866. Per Cartura e per quella zona significò ancora una volta povertà, ma anche declino morale e criminalità. Molti uomini di Cartura partirono per il fronte durante la Prima Guerra Mondiale e, nonostante la situazione economica negativa, successivamente alla sconfitta di Caporetto del novembre 1917, Cartura ospitò molte truppe tanto che “in quasi tutte le case erano alloggiati soldati”.
Un periodo di ripresa economica a Cartura avvenne nel periodo tra le due guerre, dopo che il conflitto mondiale aveva messo in luce l'arretratezza della sua popolazione e dell'economia. Il primo impianto elettrico fu installato nel 1927 e poi, nel 1928, fu inaugurata la tranvia elettrica, precedentemente a vapore, che collegava Cartura con Padova e Conselve. Dal 1931 l’amministrazione comunale fu retta dal marchese Osvaldo Buzzaccarini.
Cartura inviò uomini sul campo di battaglia anche durante la seconda guerra mondiale e fece parte del movimento partigiano italiano. Cartura fu anche vittima dei bombardamenti angloamericani, che portarono alla distruzione della chiesa di Cagnola e non del ponte, reale obiettivo. Il 25 e 26 aprile 1945, tutte le strade di Cartura furono utilizzate dai carri armati tedeschi in ritirata e il ponte, che non fu distrutto, permise loro di fuggire. Il locale comitato di liberazione, il 26 aprile 1945, si preparò ad accogliere le truppe alleate e a rendere più attive possibili le azioni dei partigiani di Cartura secondo le direttive del Comitato di Liberazione Nazionale. Il comitato comunale fu anche il responsabile della normalizzazione amministrativa e civile nel territorio del comune di Cartura.
Attualmente il tessuto economico del comune è costituito prevalentemente da attività agricole, affiancate dalla presenza di aziende in buona parte artigianali a carattere familiare.

### Simboli
Lo stemma e il gonfalone sono stati adottati con delibera del consiglio comunale del 10 dicembre 1960 e concessi con decreto del presidente della Repubblica del 9 marzo 1962.
Il disegno dello stemma è ispirato all'opera di bonifica.
Il gonfalone è un drappo partito di azzurro e di giallo.

## Monumenti e luoghi d'interesse

### Architetture religiose
- Chiesa di Santa Maria Assunta. Dedicata all'assunzione di Maria, madre di Cristo, è l'edificio religioso principale del territorio, chiesa ricca di testimonianze artistiche, la più significativa delle quali è l'affresco che rappresenta l'Assunzione della Vergine al cielo, opera di Giandomenico Tiepolo datata 1793, ultima opera a soggetto sacro dipinta dall'artista.
- Chiesa della Madonna del Rosario. Sita nella frazione Gorgo, è sede parrocchiale.[11]
- Chiesa dei santi Filippo e Giacomo. Sita nella frazione Cagnola, è sede parrocchiale.
- Oratorio della Beata Vergine della Neve. Citata anche come chiesa, l'edificio sorge in località Gazzo, al confine del territorio delle frazioni Cagnola e Gorgo. L'oratorio, precedentemente intitolato alla Madonna del Rosario, fu presumibilmente cappella gentilizia di una villa veneta ora scomparsa, di proprietà prima della famiglia Pisani e poi della famiglia Cappello, e cambiò intitolazione per il trasferimento della stessa alla chiesa parrocchiale di Cagnola.
- Oratorio della Concezione di Maria. Già cappella gentilizia di Villa Martinati, abbattuta negli anni venti del XX secolo, è sita nella frazione Gorgo, nelle vicinanze della chiesa di Gorgo (frazione di Cartura).

### Architetture civili

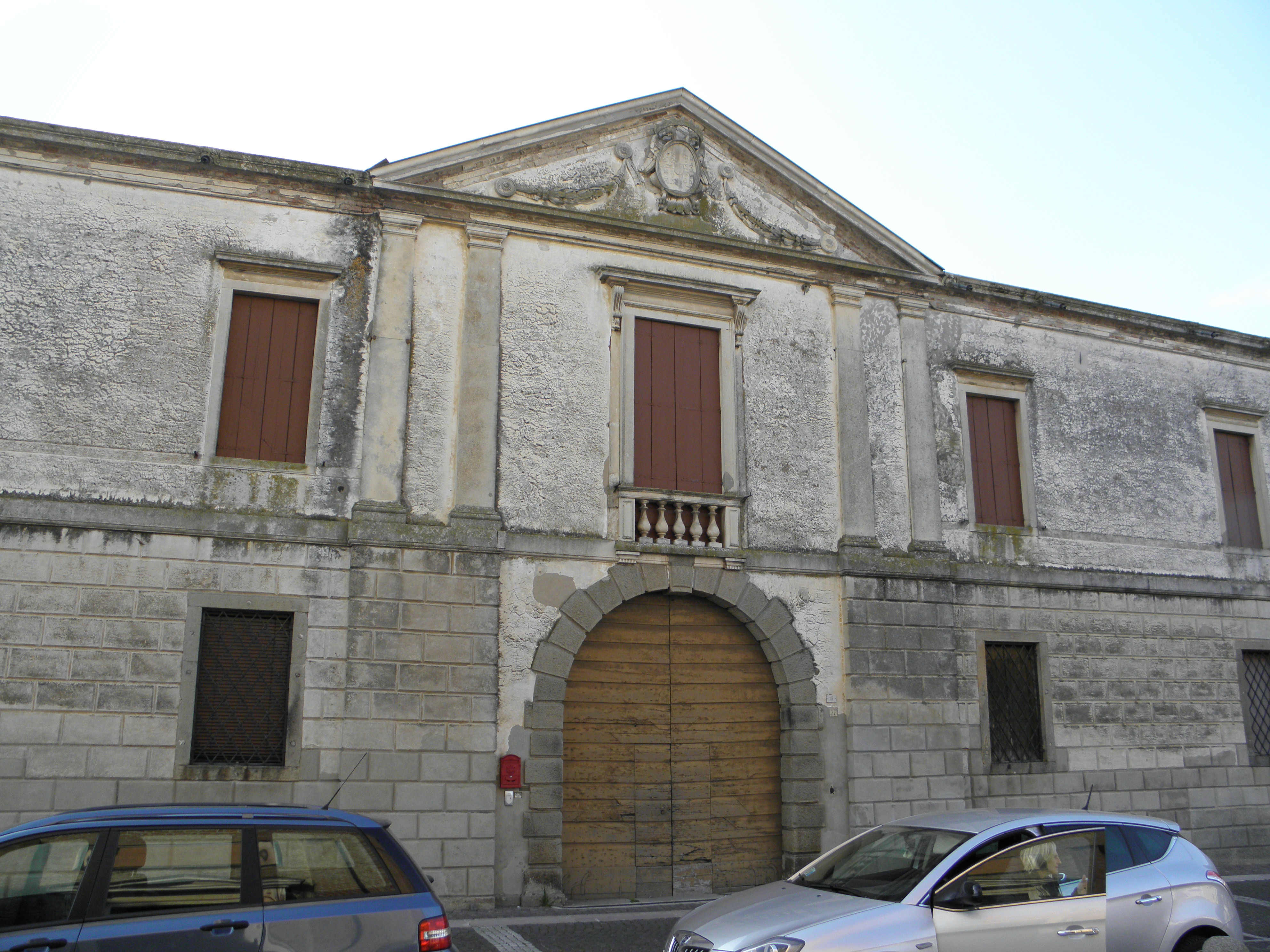
Cartura, Villa De Buzzaccarini (XVIII secolo).

- Villa Alice Santinello (XVII secolo) nella frazione Cagnola.
- Villa Santacroce - Raffai - Amistà (XVIII° secolo), con oratorio della B.V. Addolorata.
- Villa Zabarella- Buzzaccarini (XVIII secolo) sita nel centro di Cartura, prospiciente alla chiesa parrocchiale di Santa Maria Assunta.
- Villa Malipiero Codignola Gosetti (XVII secolo) nella frazione Cagnola.
- Villa Mocenigo Randi (XVI secolo) nella frazione Gorgo.

Lista e informazioni tratte da Il Veneto paese per paese, Volume 1

## Società

### Evoluzione demografica
Abitanti censiti

## Infrastrutture e trasporti
Attraversata in senso longitudinale nord-sud dalla Strada provinciale 92, Cartura è collegata con Padova mediante autoservizi svolti da Busitalia Veneto. La si può raggiungere mediante la linea E062 (Padova - Cartura - Conselve - Bagnoli di Sopra - Anguillara Veneta).
Fra il 1888 e il 1954 nella cittadina fu presente inoltre una stazione della tranvia Padova-Bagnoli di Sopra, gestita dalla Società delle Guidovie Centrali Venete (gruppo Società Veneta), parte di un gruppo di infrastrutture che contribuirono in tale periodo al rilancio economico della provincia di Padova.